# Середня Терешка
Середня Терешка (рос. Средняя Терешка) — село в Старокулаткинському районі Ульяновської області Російської Федерації.
Населення становить 697 осіб. Входить до складу муніципального утворення Терешанське сільське поселення.

## Історія
Населений пункт розташований на території українського культурного та етнічного краю Жовтий Клин.
Від 2004 року входить до складу муніципального утворення Терешанське сільське поселення.

## Населення
| 2010 |
| ---- |
| 697  |